# نوک‌تخت بال‌زرد
نوک‌تخت بال‌زرد (نام علمی: Tolmomyias flavotectus)، که همچنین به عنوان مگس‌گیر بال‌زرد شناخته می‌شود، گونه‌ای از پرندگان تیرهٔ ژیان‌مرغان (Tyrannidae) است. در جنگل‌های نمناک در غرب رشته‌کوه‌های آند در شمال غرب اکوادور، کلمبیا، پاناما و کاستاریکا یافت می‌شود.